# Момбальдоне
Момбальдоне (італ. Mombaldone, п'єм. Mombaldon) — муніципалітет в Італії, у регіоні П'ємонт,  провінція Асті.
Момбальдоне розташоване на відстані близько 450 км на північний захід від Рима, 75 км на південний схід від Турина, 38 км на південь від Асті.
Населення — 225 осіб (2014).
Щорічний фестиваль відбувається 8 вересня. Покровитель — Madonna del Tovetto.

## Демографія
Населення за роками:

Станом на 1 січня 2023 року в муніципалітеті офіційно проживали 23 іноземці з 10 країн, серед них 11 громадян країн Євросоюзу та 1 громадянин України.

## Сусідні муніципалітети
- Деніче
- Монтек'яро-д'Аккуї
- Роккаверано
- Спіньо-Монферрато